# Pristimantis carvalhoi
Pristimantis carvalhoi é uma espécie de anfíbio  da família Craugastoridae. Pode ser encontrada na bacia do Alto Amazonas na Bolívia, Brasil, Colômbia, Equador e Peru. Os seus habitats naturais são florestas primárias inundadas (mata de várzea), mas também pode ser encontrada em florestas secundárias e áreas abertas.